# 黃襟蛺蝶
黃襟蛺蝶（学名：Cupha erymanthis），又名柞蛺蝶、臺灣黃蛺蝶、臺灣黃斑蝶、臺灣黃斑蛺蝶、台灣黃蛺蝶、台灣黃斑蛺蝶、台灣黃斑蝶。是蛺蝶科下的一種蝴蝶，主要分布在南亚和东南亚地区。

## 描述
本種為中型蛺蝶，無雌雄二型性。全身以褐色為主，腹面多為白色。雄蝶頭部褐色，複眼後側具白環，觸角末端略膨大呈黑褐色，口器象牙色，下唇鬚乳白、背面褐色，第三節退化。胸背褐色，腹面白色；足基部白、外側橙，前足跗節癒合成匕狀並被毛；雌蝶則前足跗節有分節並具爪。
前翅長28-33 mm，呈三角形，前緣弧形、外緣略凸，後緣直；後翅近圓形，M3脈末端略突出，外緣略波狀。翅背面底色棕褐色，前翅有一條乳黃色寬斜帶，內含2～3枚黑褐色斑點，翅端黑褐且含黃點；後翅具4列黑褐斑，其中外側呈波紋排列，內側為破碎線條，翅緣另有兩條黑褐細帶。
翅腹面較淡，呈赭黃至暗黃色，中央有紫色或紫褐色帶紋，並有排列成斜列的褐色鏤空弦月紋，外側有一列黑褐色斑點，內側伴隨黑褐曲折線條及翅基小斑。緣毛褐色。

## 分佈
分布於印度南部與北部、東洋區、小巽他群島及臺灣。臺灣則見於本島低至中海拔地區，金門與馬祖也有紀錄。

## 棲地
棲息於常綠闊葉林、海岸林、河岸、沼澤、公園與校園等地。一年繁殖多代，成蝶飛行敏捷活潑，喜訪花。幼蟲以楊柳科的垂柳、水柳、水社柳，以及大風子科的魯花樹等植物的新芽和幼葉為食。